# Isopterygium lutschianum
Isopterygium lutschianum là một loài Rêu trong họ Hypnaceae. Loài này được (Broth. & Paris) Cardot mô tả khoa học đầu tiên năm 1913.